# Dolomiten Cup
La Dolomiten Cup è un torneo di hockey su ghiaccio amichevole ad inviti, che si tiene con cadenza annuale dal 2006. Nonostante si svolga in Italia (la sede è cambiata più volte nel corso degli anni, ma sempre in provincia di Bolzano), vede partecipare squadre provenienti dalla Deutsche Eishockey-Liga, dalla EBEL, dalla Lega Nazionale A e saltuariamente da altri campionati europei.

## Storia
L'idea del torneo nasce dal fatto che spesso squadre della Deutsche Eishockey-Liga scelgono il Trentino-Alto Adige per i ritiri precampionato.
Nel 2005 si svolse un incontro amichevole, disputato alla MeranArena di Merano, tra i Frankfurt Lions ed una formazione composta da giocatori dell'Hockey Club Egna integrata da altri giocatori di squadre altoatesine.
Dalla stagione successiva il comitato organizzatore messo in piedi dalla società della Bassa Atesina ha approntato un quadrangolare, la Dolomiten Cup, che si svolge annualmente nel mese di agosto.
Vi prendono parte una o più squadre della DEL, integrate perlopiù da compagini militanti nella EBEL e nella Lega Nazionale A, e talora da altri campionati europei.
La formula, con poche eccezioni, è quella del quadrangolare, con le due semifinali giocate nei giorni di venerdì e sabato e con la finalina e la finale disputate la domenica.

## Albo d'oro
| Anno | Località (Stadio)                                                                 | Vincitore                                    | Altre partecipanti                                                                   |
| ---- | --------------------------------------------------------------------------------- | -------------------------------------------- | ------------------------------------------------------------------------------------ |
| 2006 | Merano (MeranArena)                                                               | Frankfurt Lions                              | 2. Ginevra-Servette 3. Augsburger Panther 4. Neumarkt-Egna Select                    |
| 2007 | Brunico (Stadio Lungo Rienza)                                                     | Frankfurt Lions                              | 2. Innsbruck 3. ERC Ingolstadt 4. Italia olimpica                                    |
| 2008 | Vipiteno (DiscoArena) Brunico (Stadio Lungo Rienza)                               | Frankfurt Lions                              | 2. Langnau Tigers 3. Innsbruck 4. Italia Under-25                                    |
| 2009 | Selva di Val Gardena (Pranives) Merano (MeranArena) Brunico (Leitner Solar Arena) | Kölner Haie                                  | 2. Zugo 3. Black Wings Linz 4. Italia Under-25                                       |
| 2010 | Brunico (Leitner Solar Arena)                                                     | Zugo                                         | 2. Nürnberg Ice Tigers                                                               |
| 2011 | Egna (WürthArena) Brunico (Leitner Solar Arena)                                   | Red Bull München                             | 2. KAC 3. Val Pusteria 4. Italia olimpica                                            |
| 2012 | Egna (WürthArena) Brunico (Leitner Solar Arena)                                   | Lugano                                       | 2. Iserlohn Roosters 3. Black Wings Linz 4. Lørenskog 5. Val Pusteria                |
| 2013 | Egna (WürthArena) Brunico (Leitner Solar Arena)                                   | Augsburger Panther                           | 2. Villacher SV 3. Val Pusteria 4. Langnau Tigers 5. Grizzlys Wolfsburg 6. Innsbruck |
| 2014 | Egna (WürthArena) Brunico (Leitner Solar Arena)                                   | Augsburger Panther                           | 2. SERC Wild Wings 3. Ambrì-Piotta 4. Lørenskog 5. Olten                             |
| 2015 | Egna (WürthArena)                                                                 | Kloten Flyers                                | 2. ERC Ingolstadt 3. Adler Mannheim 4. Sparta Praga                                  |
| 2016 | Egna (WürthArena)                                                                 | Augsburger Panther                           | 2. Nürnberg Ice Tigers 3. KAC 4. Kometa Brno                                         |
| 2017 | Egna (WürthArena)                                                                 | Zugo                                         | 2. Augsburger Panther 3. Rapaces de Gap 4. Nürnberg Ice Tigers                       |
| 2018 | Egna (WürthArena)                                                                 | Augsburger Panther                           | 2. Zugo 3. Bolzano 4. Düsseldorfer EG                                                |
| 2019 | Egna (WürthArena)                                                                 | Augsburger Panther                           | 2. Berna 3. Vålerenga 4. Eisbären Berlino                                            |
| 2020 | Egna (WürthArena)                                                                 | Annullata a causa della pandemia di COVID-19 | Annullata a causa della pandemia di COVID-19                                         |
| 2021 | Egna (WürthArena)                                                                 | Bienne                                       | 2. Augsburger Panther 3. Eisbären Berlino 4. Italia olimpica                         |
| 2022 | Egna (WürthArena)                                                                 | Pardubice                                    | 2. Eisbären Berlino 3. Augsburger Panther 4. Bienne                                  |
| 2023 | Egna (WürthArena)                                                                 | Pardubice                                    | 2. Davos 3. Rögle 4. Augsburger Panther                                              |
| 2024 | Egna (WürthArena)                                                                 | Kloten Flyers                                | 2. Frankfurt Lions 3. Kometa Brno 4. Val Pusteria                                    |